# EPRU Stadium
Het EPRU Stadium (Eastern Province Rugby Union) was een multifunctioneel stadion in Port Elizabeth, Zuid-Afrika. Het stadion werd vooral gebruikt voor rugbywedstrijden, in dit stadion speelde de rugbyclub Eastern Province Kings zijn thuiswedstrijden. Maar er werden ook voetbalwedstrijden gespeeld. Het stadion bood plek aan ruim 33.000 toeschouwers. In 2010 is het gesloten, er was in Port Elizabeth inmiddels ook een nieuw stadion gebouwd (voor het WK voetbal), het Nelson Mandelabaaistadion.

## Toernooien
In 1995 werd dit stadion gebruikt voor het Wereldkampioenschap rugby. Het toernooi werd van 25 mei tot 24 juni 1995 gehouden in Zuid-Afrika. Er werden 3 groepswedstrijden gespeeld. In 1996 werd hier het Afrikaans kampioenschap voetbal gehouden. Dat toernooi was van 13 januari tot en met 3 februari. Zes groepswedstrijden en de kwartfinale tussen Ghana en Zaïre (1–0) werden toen hier gespeeld. In 2000 werd in dit stadion de halve finale gespeeld van de COSAFA Cup, een toernooi voor landen van de COSAFA. In die halve finale verloor Zuid-Afrika van Zimbabwe (0–1).